# Lello Voce
Lello Voce (Napoli, 28 luglio 1957) è un poeta e scrittore italiano.

## Biografia
Scrittore e performer, è stato tra i fondatori del Gruppo 93 e del periodico Baldus. Collaboratore delle pagine culturali de L'Unità e del Fatto Quotidiano, con Nanni Balestrini e Paolo Fabbri è stato autore del programma di Rai Educational L’ombelico del mondo. Nel 2001 è stato l'organizzatore del primo Poetry slam italiano.
Nel 2023 pubblica Razos (La nave di Teseo), vincitore del Premio di Poesia "Paolo Prestigiacomo" (X edizione).

## Opere principali
- Singin' Napoli cantare, Salerno-Roma, Ripostes, 1985
- (Musa!), introduzione di Romano Luperini, Roma, Mancosu, 1991
- I segni i suoni le cose, Lecce, Manni, 1995
- Eroina: romanzo, Ancona, Transeuropa, 1998
- Farfalle da combattimento, prefazione di Nanni Balestrini, con una nota di Jovanotti; allegato il CD Rap di fine secolo e millennio, realizzato con Paolo Fresu e Frank Nemola, Milano, Bompiani, 1999[2]
- Solo limoni (con Giacomo Verde), contiene video VHS, Indymedia, 2001 - pubblicato in 2ª edizione da Shake, 2012 - ISBN 978-8886926775
- Cucarachas, Roma, DeriveApprodi, 2001
- Il Cristo elettrico, Milano, No replay, 2006
- Lai, Napoli, D'if, 2007
- L'esercizio della lingua: poesie 1991-2008, introduzione di Gabriele Frasca; con un intervento in versi di Wu Ming 1, Firenze, Le Lettere, 2008
- Piccola cucina cannibale (con Frank Nemola), Roma, Squilibri, 2011
- Il fiore inverso (con Frank Nemola), Roma, Squilibri, 2016 [3]
- Razos, Milano, La nave di Teseo, 2023